# Nghệ thuật thân thể

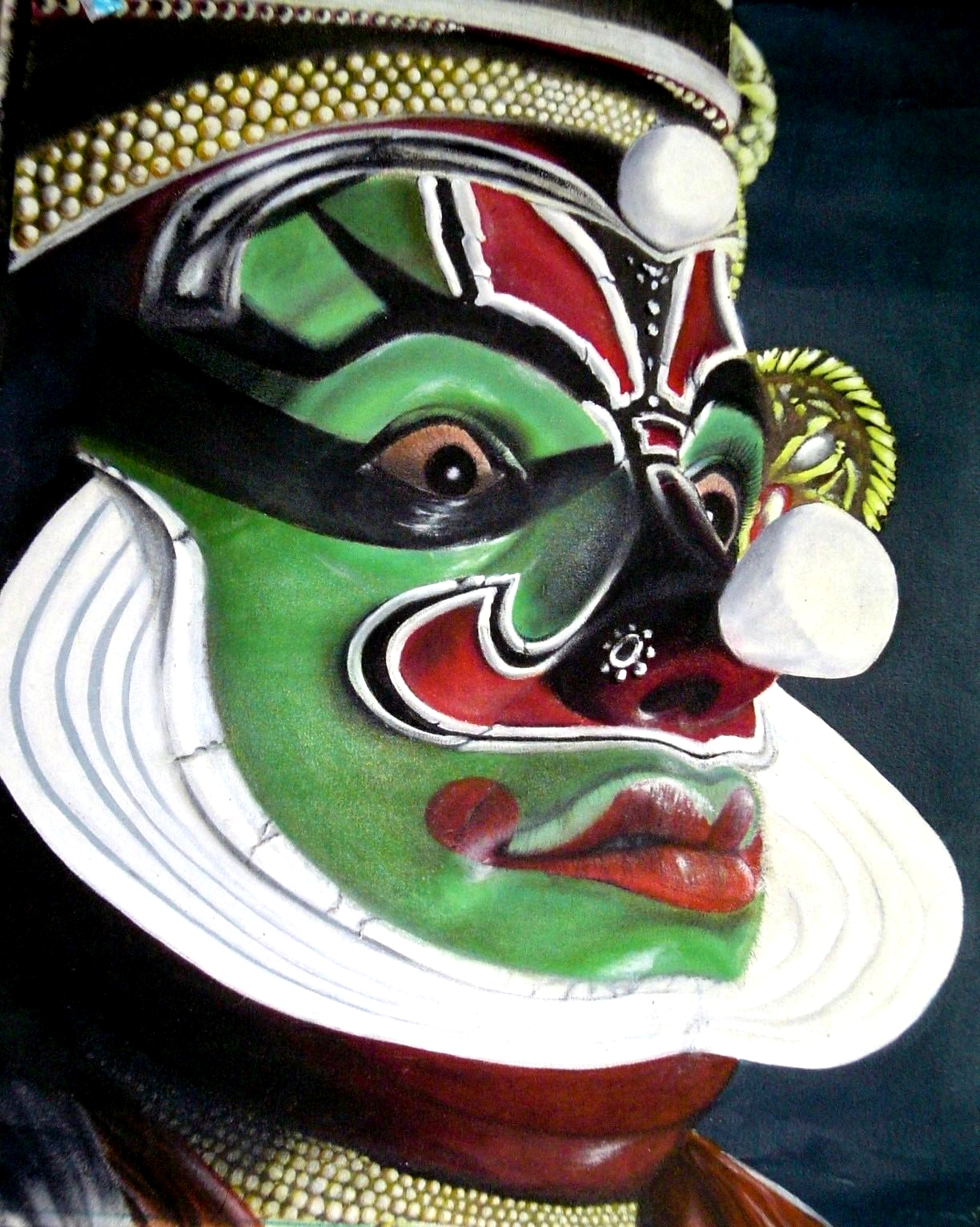
Trang điểm Kadakali là một dạng của nghệ thuật thân thể

Nghệ thuật thân thể (tiếng Anh: Body art) là một dạng của Nghệ thuật Trình diễn tạo ra trên thân thể con người hay thân thể người là một bộ phận cấu thành nghệ thuật. Các hình thức phổ biến nhất để tạo ra tác phẩm nghệ thuật bao gồm việc vẽ, xăm trổ, khắc, rạch... để tạo hình. Thường thì nghệ thuật Thân thể thể hiện sự tạo hình theo các dạng sau đây: Tạo hình xăm trên cả cơ thể, tô màu trên cả cơ thể, treo gắn, dán... các đồ vật nào đó vào cơ thể theo ý tưởng tạo hình riêng, gợi cảm giác.

## Lịch sử
Người ta cho rằng cách đây nghệ thuật thân thể đã có từ cách đây khoảng 100 ngàn năm khi có tổ tiên homo sapiens (người khôn ngoan) thực hiện việc trang trí lên thân thể chính mình.
Từ xa xưa người các bộ tộc Bách Việt thường có tục xăm mình. Ngày nay chỉ còn tộc Cao Sơn (thuộc nhóm Bách Việt) ở đảo Đài Loan còn giữ được lối trang phục lông chim và các điệu múa chim. Phụ nữ tộc Lê thuộc nhóm Lạc Việt ở đảo Hải Nam còn giữ phần nào tục xăm mình như một nhu cầu thẩm mỹ.
Hiện nay, dạng nghệ thuật này vẫn còn được các bộ tộc ở Borneo, thổ dân Úc, thổ dân da đỏ châu Mỹ, hoặc ở châu Phi thực hiện dưới dạng vẽ trên cơ thể như là "thời trang thiên nhiên" độc đáo của các bộ lạc sống ở thung lũng Omo, Ethiopia.

## Ảnh

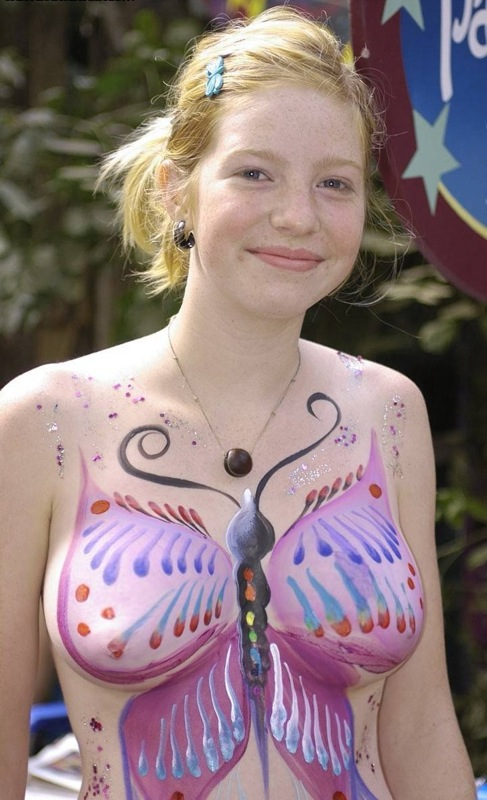
Hình con bướm (2007)
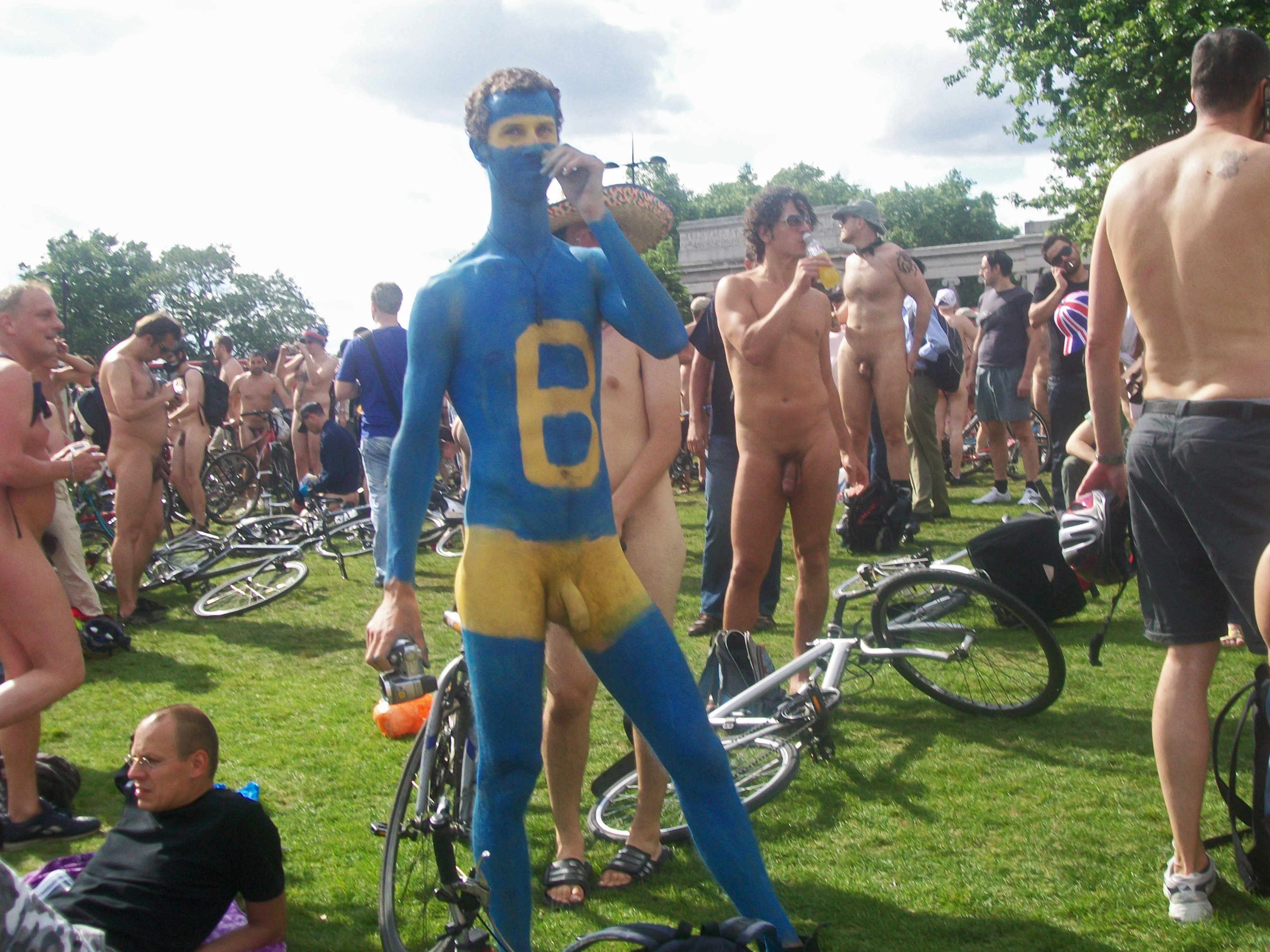
Vẽ thân thể tại World Naked Bike Ride (2009)

- Tập tin:Mehndi 3.jpg
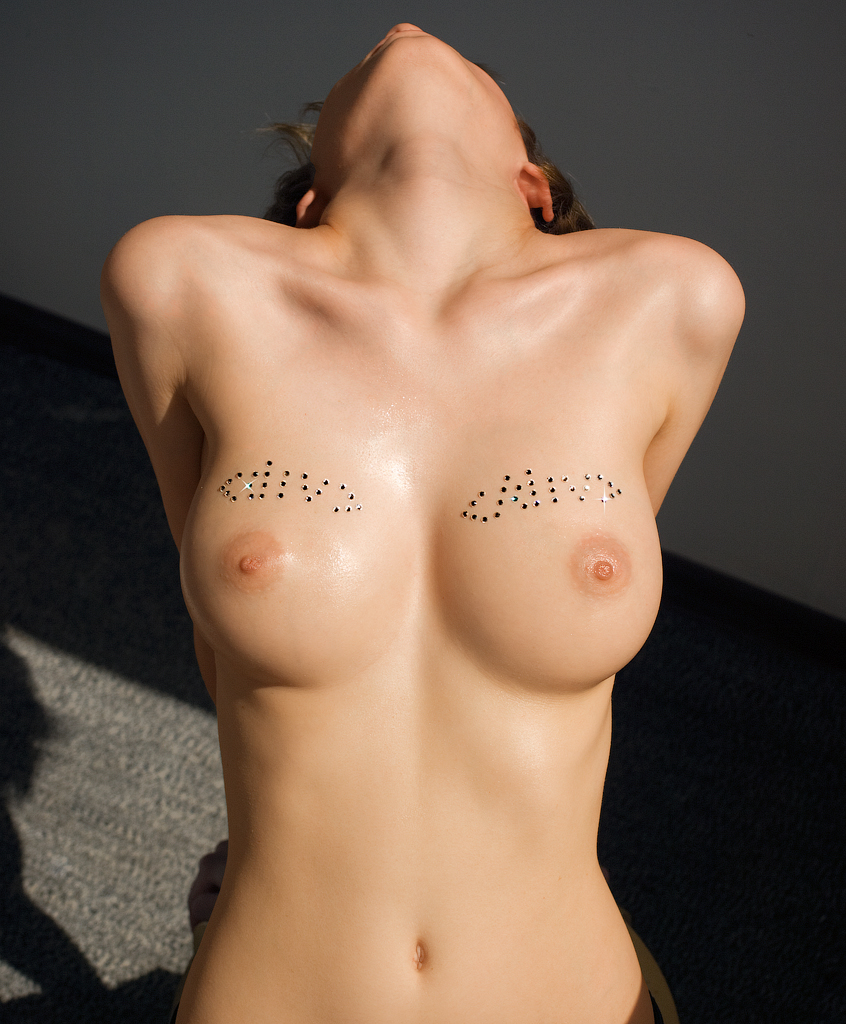
Xăm ngực